# Oluf Landnes
Oluf Landnes o Landsnæs (Sandnes, 21 febbraio 1874 – Queens, 21 aprile 1911) è stato un ginnasta e multiplista statunitense.

## Carriera
Landnes partecipò ai Giochi olimpici di Saint Louis 1904 nelle gare di triathlon e ginnastica. Giunse sesto al concorso a squadre, ottenne il sessantatreesimo nel concorso generale individuale, ventottesimo nel triathlon e settantottesimo nel concorso a tre eventi.